# Синовит
Синови́т, лат. synovitis (от лат. (membrana) synovialis — синовиальная оболочка и суффикса -itis, обозначающего воспалительный процесс) — воспаление синовиальной оболочки, ограниченное её пределами и характеризующееся скоплением выпота в выстилаемой ею полости (в синовиальной сумке, влагалище сухожилий, суставной полости).

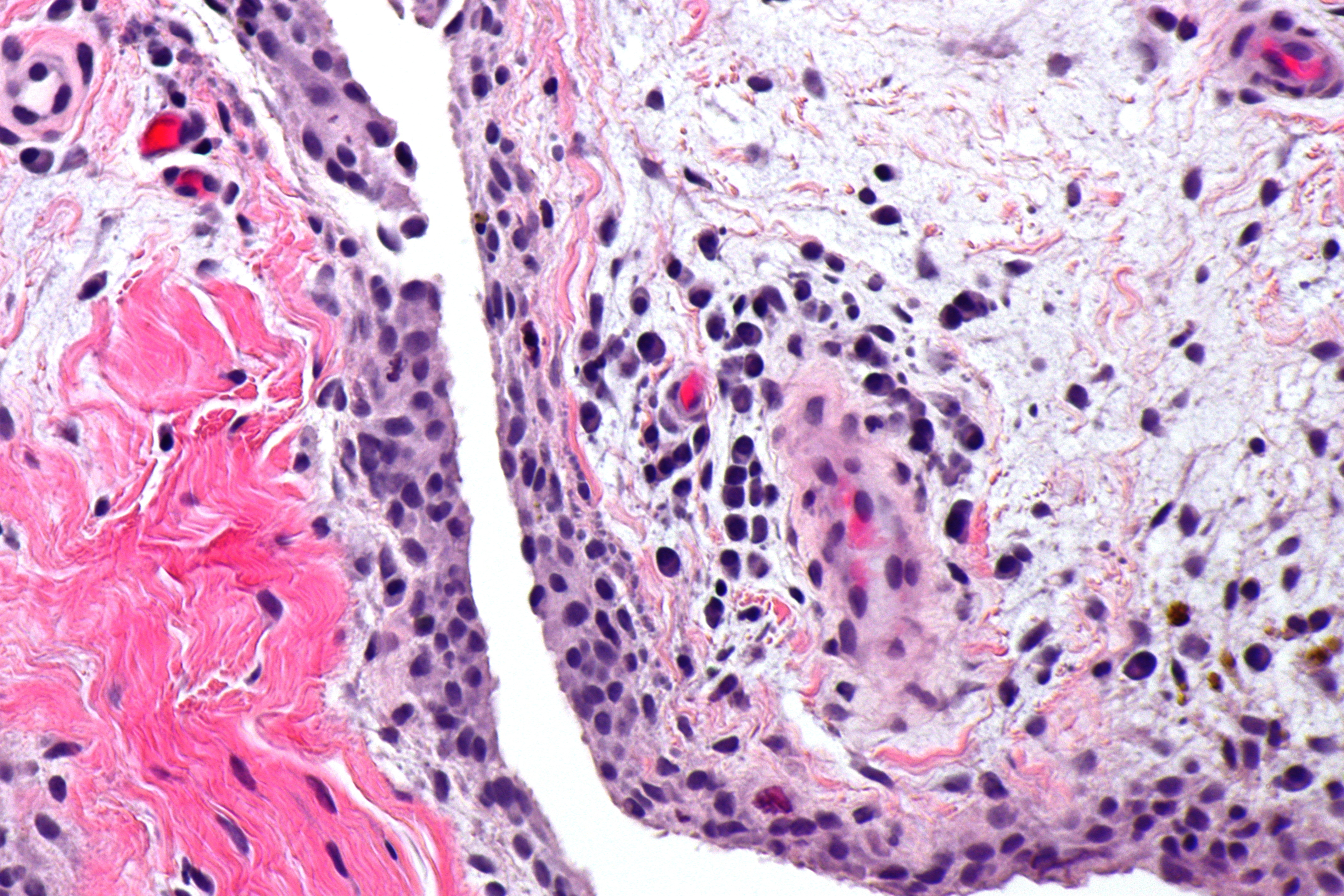
Хронический синовит под микроскопом.

## Этиология
Синовит может возникать при артрите, также он бывает связан с волчанкой, подагрой и другими состояниями. Среди разных вариантов артрита синовит чаще всего встречается при ревматоидном артрите. Также он присутствует во многих случаях остеоартрита.
Типично синовит проявлется при вирусной инфекции. Также симптомы вялотекущего синовита могут наблюдаться у детей при артралгии постстафилококковой этиологии
Чаще всего встречается синовит коленного, локтевого, лучезапястного и голеностопного суставов.